# Voznesenka

Voznesenka est une localité d'Alaska aux États-Unis, appartenant au Borough de la péninsule de Kenai.
Située sur la péninsule Kenai, à 25 milles (40 km) d'Homer, elle fait partie des missions établies sur la rivière Fox par les orthodoxes vieux-croyants de la Confession des Chapelles.
Le village a été fondé en 1985 par des habitants de Nikolaevsk. Il y a environ 40 familles qui y vivent, lesquelles ont ouvert une école et une église. Il est accessible par une piste qui rejoint la plage, et on peut rejoindre le village de Kachemak Selo à marée basse.